# Jeremy Toljan
Jeremy Isaiah Richard Toljan, född 8 augusti 1994 i Stuttgart, är en tysk fotbollsspelare som spelar för Sassuolo.

## Karriär
Toljan debuterade för 1899 Hoffenheim i Bundesliga den 5 oktober 2013 i en 2–2-match mot Mainz 05.
Den 30 augusti 2017 värvades Toljan av Borussia Dortmund, där han skrev på ett femårskontrakt. Toljan debuterade den 13 september 2017 i en Champions League-match mot Tottenham Hotspur som Dortmund förlorade med 3–1.
Den 31 januari 2019 lånades Toljan ut till skotska Celtic på ett låneavtal över resten av säsongen 2018/2019. I juli 2019 lånades Toljan ut till italienska Sassuolo på ett låneavtal över säsongen 2019/2020. Sommaren 2021 blev han klar för en permanent övergång till klubben.